# Majasil, Chilón
Majasil är en ort i Mexiko.   Den ligger i kommunen Chilón och delstaten Chiapas, i den sydöstra delen av landet, 800 km öster om huvudstaden Mexico City. Majasil ligger 1 306 meter över havet och antalet invånare är 124.
Terrängen runt Majasil är huvudsakligen kuperad. Majasil ligger uppe på en höjd. Runt Majasil är det ganska tätbefolkat, med 54 invånare per kvadratkilometer. Närmaste större samhälle är Yajalón, 14,0 km nordväst om Majasil. I omgivningarna runt Majasil växer i huvudsak städsegrön lövskog.